# Бонн, Франц
Франц Бонн (нем. Franz Bonn; 18 июля 1830, Мюнхен — 7 июля 1894, Регенсбург) — немецкий юрист и писатель, публиковавшийся под псевдонимами «Франц Мюнхберг», «барон фон Рахвиц» и «фон Мирис», депутат Баварского ландтага в 1881—1886 годах. Отец драматурга и актёра Фердинанда Бонна.

## Биография
Франц Бонн родился в 1830 году в Мюнхене в семье королевского администратора и финансового аудитора. Получил хорошее образование, окончив гимназию, а затем получив степени по философии и юриспруденции в Мюнхенском университете. С отличием прошёл конкурс на замещение должности и служил помощником королевского прокурора в Донаувёрте, Ансбахе и Байройте. Во время службы в Донаувёрте жена Франца Бонна Берта, урождённая Промоли, родила ему сына Фердинанда — в будущем известного немецкого драматурга и актёра.
В дальнейшем Бонн занимал должность прокурора в Верховном земельном суде Мюнхена. В 1880 году Бонн оставил государственную должность и перешёл на службу к княжескому роду Турн-и-Таксис. В рамках своей службы у Турн-и-Таксисов Бонн был председателем местной судебной палаты и директором княжеской судейской коллегии по гражданским делам, занимая эти должности до самой смерти в 1894 году. С 1881 года он был членом Баварского ландтага, где выступал в рядах оппозиции главе совета министров фон Лутцу, но после заседания ландтага 26 июня 1886 года, утвердившего регентство принца Луитпольда, подал в отставку. Умер в Регенсбурге в 1894 году.

## Творчество
Франц Бонн совмещал карьеру юриста с занятиями литературным творчеством, издаваясь под различными псевдонимами. Его поэтическая деятельность началась в 1854 году с лирического эпоса «Вольфрам», написанного в подражание «Амаранту» Оскара фон Редвица; за этим произведением на следующий год последовала «рейнская легенда» «Шотт фон Грюнштейн» в стиле Готтфрида Кинкеля. Под псевдонимом «Барон фон Рахвиц» он напечатал в 1854 году острую полемическую сатиру Lavagluthen («Горячая лава»), высмеивающую помпезность и тщеславие младогерманских литераторов, а под псевдонимом «Франц Мюнхберг» публиковал более спокойные, лирические произведения. Масштабный роман 1880 года «Царь Мамона» успеха не снискал, зато стала популярна серия юмористических книг Бонна «Весёлое природоведение» и «Весёлая ботаника и минералогия», публиковавшихся типографией Брауна и Шнайдера с 1877 года под псевдонимом «фон Мирис». Как юморист Бонн также известен пародией на «Кольцо нибелунга», вышедшей в 1879 году, и сатирой «Педагогически улучшенный „Стёпка-растрёпка“ для больших детей от 30 до 60 лет». Известностью пользовалась также написанная терцинами поэма «Якопоне да Тоди» о знаменитом авторе Stabat Mater.
Зингшпили и сказочные пьесы Бонна, такие как «Заколдованная лягушка» и «Бедный Генрих», были положены на музыку Карлом Грейтом, Йозефом Райнбергером и Францем Фёргом; он также сочинил либретто опер «Семь воронов», «Ундина» и «Спящая красавица» для Карла фон Перфаля. Успехом пользовалась его драматическая обработка эпической поэмы Юлиуса Гроссе «Гундель с Королевского озера».
Избранные юмористические произведения Франца Бонна были включены в изданный в 1892 году сборник журнала Fliegende Blätter под названием «Von mir is’s» (рус. От меня, игра слов с псевдонимом «фон Мирис»), а сборник лирики «Für Herz und Haus» («Для сердца и дома») выдержал несколько прижизненных переизданий (3-е издание вышло в Регенсбурге в 1892 году).